# DRC (audio)
Dynamic Range Compression (DRC) is een proces dat de dynamische range van een audiosignaal manipuleert.
Een dergelijke compressie wordt onder meer toegepast op AC-3 tracks. Deze bevatten een veel groter dynamisch 
bereik dan de meeste audio apparatuur kan afspelen. Hierdoor worden bij het verhogen van het volume explosies en andere harde geluiden in vergelijking met dialogen minder versterkt.
Zie verder Compressor (geluid).